# Манастир Каленић
Манастир Каленић је женски манастир Српске православне цркве, припада шумадијској епархији. Налази се у близини Рековца и 12 km од села Опарић. Посвећен је Ваведењу Богородице.
Манастир представља непокретно културно добро као споменик културе од изузетног значаја.
Старешина манастира је игуманија мати Нектарија (Трајаноска), са сестринством на челу од 3. марта 2000. године.

## Историја
Каленић је задужбина протовестијара Богдана, угледног велможе деспота Стефана Лазаревића. Црква је саграђена и осликана између 1407. и 1413. године. Опустео крајем 17. века; обновили средином 18. века монаси из Мораче.

## Старешине манастира
- Евпраксија (Драгин), (1953—1987).
- Маријамија (Гавриловић), (1987—2000).
- Нектарија (Трајаноска), (2000—тренутна).

## Архитектура и живопис
По ликовним вредностима манастир се убраја међу најзначајније споменике културе у Србији. Моравска црква, богато декорисана споља, фреске спадају међу најбоље сачувана остварења живописа 15. века.
Основа манастира је триконхос сажетог типа с једном куполом; поседује припрату са слепим кубетом. За Каленић се каже да је најраскошнији манастир моравског стила који одликује богата архитектонска камена пластика и наизменично ређање камена и опеке. Што се тиче зидних декорација и фресака, заступљени су уобичајени мотиви као што су велики празници, земаљски живот Христов и његова Чуда, као и циклус апокрифног житија Богородице у припрати, у којој се налази и ктиторска композиција — протовестијар Богдан заједно са женом Милицом и братом Петром прилази деспоту Стефану.
У периоду између 1928. и 1930. извршена је велика стручна обнова манастира.

## Сабори
У манастиру се традиционално сваке године одржава Сабор „Прођох Левач, прођох Шумадију”, под покровитељством Министарства културе Републике Србије и општине Рековац.

## Галерија
- Розетна
- Приказ Богородице
- Двоглави орао, детаљ на манастиру
- Фотографија манастира Каленић објављена у календару Вардар за 1911. годину.